# تلمبه ستوده ۲
تلمبه ستوده ۲ یک منطقهٔ مسکونی در ایران است که در دهستان زنگی‌آباد واقع شده‌است. تلمبه ستوده ۲ ۲۵ نفر جمعیت دارد.